# 和田佐英子
和田 佐英子（わだ さえこ、1961年 - ）は、日本の経済学者。専門は、都市財政、都市コミュニティ論。宇都宮共和大学教授。

## 経歴
1961年、岡山県生まれ。1985年、中央大学大学院博士前期課程修了。1993年、駒沢大学大学院博士後期課程満期退学。
1993年4月、国士館大学政経学部非常勤講師（- 2001年3月）。2001年4月、那須大学都市経済学部助教授。 2006年4月、宇都宮共和大学シティライフ学部助教授（ - 2012年3月 ）。2013年4月、宇都宮共和大学子ども生活学部教授（- 2016年3月）。2016年4月、宇都宮共和大学シテイライフ学部教授。